# Валківський повіт
Ва́лківський пові́т — історична адміністративно-територіальна одиниця у складі Харківської губернії в 1780-1923 роках, один з п'ятнадцяти повітів губернії, утвореної в 1780 році. Територія сучасного Валківського району Харківської області. Повітовий центр — місто Валки.
Повіт знаходився на північному заході губернії. Межував з Богодухівським повітом — на півночі, Краснокутським — на північному заході, Харківським — на сході і з Костянтиноградським повітом Полтавської губернії — на півдні.

## Історія
25 квітня 1780 році був підписаний Указ імператриці Катерини II «Об учреждении Харьковской Губернии и о составлении оной из 15 уездов». Губернія «складалася» з наступних повітів: Харківського, Чугуївського, Вовчанського, Золочівського, Валківського, Охтирського, Краснокутського, Богодухівського, Сумського, Міропольского, Білопільського, Лебединского, Недрігайловского, Хотмижського і Ізюмського.
У 1797 році владі повернули колишню назву — Слобідсько-українська губернія, а в 1835—1925 роках — знов назвали Харківською. Остаточно формувалося адміністративне ділення до 1856 року, коли до складу губернії входило вже 13 повітів. У Харкові були зосереджені судова влада і військово-окружне управління для Харківської, Курської, Воронезької, Орловської, Екатерінославської і Тамбовської губернії.
У 1918 році згідно з адміністративно-територіальним поділом Української Народної Республіки частково входив до Землі Полтавщина із земським центром у Полтаві.

### Склад
Поділявся на 16 волостей та місто Валки із передмістями Курячий Ріг, Коржівка, Посуньки, Хащинівка та слободою Машурівка.

### Валківське повстання
У квітні 1921 року у Валках розпочалося велике народне повстання. Його очолили колишні військові старшини — Джуваго, Макаренко та Сорокін. Сили повстанців становили від 1500 до 3500 вояків, котрі мали гарячу підтримку населення. Повстанці обрали Український народний уряд, налагодили зв'язок із повстанськими загонами сусідніх районів. Новітні гайдамаки (половина мала лише коси та вила) відбивали мобілізованих до Червоної армії, роззброювали окупантів, захоплювали зброю та військове спорядження.
30 квітня (чи 1 травня) 1921 року відбувся штурм міста Валки загонами повстанців. Захопивши південні околиці, знекровлені сили гайдамаків відступили, а червоні зібрали свіжі сили. Окупантами керував Роберт Ейдеман. Біля села Ков'яги українські повстанці зазнали поразки, було полонено одного з провідників гайдамацтва — Сорокіна. Проте валківське козацтво продовжувало опір — залишки загонів очолив отаман Білецький, котрий вступив у бій із червоним ворогом поблизу села Сніжків. Отаман боровся проти червоного ворога до 1922 року. Далі український опір було зламано.
7 березня 1923 року за новим територіальним розмежуванням, територія повіту увійшла до складу Богодуховської округи.

## Географія
На початку 20 століття Валківський повіт був найменшим в Харківській губернії — мав площу 2143,4 верст² (223271 десятин).

## Населення
За даними перепису 1897 року в повіті проживало 144 322 мешканці (72 043 чоловік та 72 279 — жінок).

## Освіта
На межі 19-20 століття в Валках працювало одне з 12 губернських ремісничих училищ.